# Brutal death metal
El Brutal death metal o simplement Brutal death, és un subgènere del fenomen musical anomenat death metal i en part del deathcore. Va sorgir a principis dels anys 80, concretament l'any 1984 en un conflictiu barri de Nova York, essent pioners grups com Cannibal Corpse, Vital Remains o Suffocation.

## Característiques

### Música, instrumentació i lletres
El brutal death es caracteritza per ritmes molt ràpids de bateria, guitarres molt distorsionades i per les veus guturals omnipresents que utilitzen els cantants. Per influència del deathcore, s'acostumen a incorporar breakdowns de manera ocasional; els grups que acostumen a incorporar-los poden ser també subclassificats com a slam death metal.
Les lletres de les cançons brutal death acostumen a tractar temes de caràcter gore o apocalíptic.

### Grups
El brutal death està caracteritzat per tenir un gran nombre de grups, recolzats per un nombre de seguidors habitualment limitat a l'Underground. Alguns dels grups que es classifiquen com a brutal death són els ja citats Cannibal Corpse, Wormed, Dying Fetus o Disgorge.
Dins de l'escena brutal death catalana, cal destacar grups autòctons com són Balphegor, La Matanza, Virulentos, Entropia, Jigsore o Confined.